# مرتينية (جنس)
مَرْتِينِيَة أو مارتينية[بحاجة لمصدر] (الاسم العلمي: Martynia)، جنس نبات وحيد النوع من فصيلة المرتينية، يضم نوع واحد فقط وهو Martynia annua، المعروف باسم مخلب القط أو مخلب النمر أو نبات الجليد، ومع ذلك، فإن اسم «نبات الجليد» قد يشير أيضًا إلى أنواع نبات فصيلة الديمومية. وسُمي الجنس على عالم النبات الإنكليزي جون مارتين المتوفي عام 1768.